# Hypomicrogaster solox
Hypomicrogaster solox är en stekelart som beskrevs av Nixon 1965. Hypomicrogaster solox ingår i släktet Hypomicrogaster och familjen bracksteklar. Inga underarter finns listade i Catalogue of Life.